# Mosina (stacja kolejowa)
Mosina – stacja kolejowa w Mosinie, w województwie wielkopolskim, w Polsce.

## Opis
Według klasyfikacji PKP ma kategorię dworca aglomeracyjnego. Poza nią, w Mosinie mieści się też nieczynny obecnie przystanek Mosina Pożegowo. Aktualnie zatrzymują się tutaj pociągi Kolei Wielkopolskich oraz Polregio.
Przez stację przebiega  szlak pieszy nr 3583 łączący Rogaliński Park Krajobrazowy z Wielkopolskim Parkiem Narodowym.

## Ruch pasażerski
| Rok  | Wymiana roczna | Wymiana pasażerska na dobę | miejsce w Polsce |
| ---- | -------------- | -------------------------- | ---------------- |
| 2017 |                | 1 000 – 1 500              |                  |
| 2018 |                | 1 500 – 2 000              |                  |
| 2019 |                | 1 500 – 2 000              |                  |
| 2020 |                | 1 500 – 2 000              |                  |
| 2021 | 767 000        | 1 000 – 1 500              |                  |
| 2022 |                | 2 700                      |                  |